# Liste des U-Boote de la Seconde Guerre mondiale
La liste des U-Boote de la Seconde Guerre mondiale est l'inventaire des sous-marins allemands utilisés par la Kriegsmarine pendant la Seconde Guerre mondiale. La mise en service de ces U-Boote s'échelonne de 1935 à 1945.
Nota : « U-Boote » est le pluriel en allemand de « U-Boot ».

## Listes
Les listes suivantes sont triées par numéro de désignation officielle des U-Boote.
- Liste des U-Boote de la Seconde Guerre mondiale U-1 à U-250
- Liste des U-Boote de la Seconde Guerre mondiale U-251 à U-500
- Liste des U-Boote de la Seconde Guerre mondiale U-501 à U-750
- Liste des U-Boote de la Seconde Guerre mondiale U-751 à U-1000
- Liste des U-Boote de la Seconde Guerre mondiale U-1001 à U-1250
- Liste des U-Boote de la Seconde Guerre mondiale U-1251 à U-1500
- Liste des U-Boote de la Seconde Guerre mondiale U-1501 à U-4870